# Saša Ranđelović
Saša Ranđelović Ranđa (Zemun, 4. novembar 1968) srpski je gitarista.

## Biografija
Kao dete pokazivao je interesovanje za rok muziku, a prvu gitaru dobio je sa nepunih 10 godina. Vremenom, pored rok muzike izučava i druge muzičke pravce (bluz, džez i dr).
Kao srednjoškolac snimio je svoje prve studijske snimke u studiju 13 RTB koje je producirao Miodrag Bata Kostić. U to vreme upoznaje Zorana Milina, frontmena benda Malo sutra, koji mu je puno pomogao da izradi sopstveni stil. Sredinom osamdesetih svirao je sa manje poznatim zemunskim bendovima.
Godine 1988. otišao je na odsluženje vojnog roka na ostrvu Vis gde upoznaje Dragana Markovića - Mareta. Sledeće godine zajedno osnivaju bluz bend Di Luna Blues Band i postaju poznati širom Srbije. Njihova saradnja je trajala punih pet godina.
Godine 1990. na poziv Nikole Čuturila priključio se bendu Čutura i oblaci kada snimaju album Rekom ljubavi, a 1992. godine svira u bluz bendu Blues Explosion.
Milana Đurđevića upoznaje 1994. u Central klubu u Valjevu, na koncertu Di Luna Blues Banda. Nakon toga Milan ga poziva da zajedno otvore veliki rok spektakl 30 godina Rock'n'roll-a, koji je održan u hali 1 Beogradskog sajma pred 20.000 posetilaca.
Nekoliko meseci kasnije, u maju 1994. godine, zvanično se priključio bendu Neverne bebe.
Bavi se studijskim sviranjem za razne druge izvođače poput Laze Ristovskog, Borisa Aranđelovića, Grale i vukovi, Vlade Maraša, Nenada Kneževića itd.
Oženjen je suprugom Ljiljanom i otac devojčica Nine i Ive.